# Réservoir de la Kama
Le réservoir de la Kama (en russe : Камское водохранилище, Kamskoïe vodokhranilichtche) ou réservoir de Perm (en russe : Пермское водохранилище, Permskoïe vodokhranilichtche) est un lac artificiel formé sur le cours de la Kama par le barrage de la centrale hydroélectrique de la Kama, situé à Perm. Cet ouvrage fait partie de la « cascade hydroélectrique Volga-Kama ».

## Géographie
Le réservoir de la Kama a une superficie de 1 915 km2 et un volume d'eau de 12,2 km3. Sur le cours de la Kama, le réservoir a une longueur de 272 km et une largeur maximale de 30 km. Sa profondeur moyenne est de 6,3 m. 
Le réservoir de la Kama a été aménagé pour faciliter les transports, produire de l'électricité et fournir de l'eau. Il permet également une régulation saisonnière du débit de la rivière Kama.
La centrale hydroélectrique de la Kama, à Perm, appelée « KamGuES » (en russe : КамГЭС) a une puissance de 516 MW, contre 483 MW à l'origine, et produit en moyenne 1,71 GWh d'électricité par an.
Les villes de Perm, Dobrianka, Tchermoz, Berezniki, Oussolié et Solikamsk sont situées sur les rives du réservoir.